# ニューキノロン
ニューキノロン（英語: New Quinolone）または新キノロン剤は、人工合成された抗菌薬の系列の1つである。DNAジャイレースを阻害するという機序により、殺菌的に作用する薬物群である。キノロンの構造を原型として、人工的に合成・発展させた薬物群であり、作用機序はキノロンと同一である。また、化学構造からフルオロキノロン（英語: fluoroquinolone）とも称される。
経口投与が可能で、比較的副作用が少ないとされて頻用されてきた。しかし、感染症学の知識を用いて診断を行えば、ほとんどの場合、ニューキノロンなどの抗菌薬を使用せずに治療は可能である。なお、ニューキノロンは結核菌にも効果が出るため、軽はずみにニューキノロンを処方すると診断が遅れ、適切な治療開始も遅れる。
2016年7月26日に、アメリカ合衆国食品医薬品局（FDA）はニューキノロンの副作用の警告を強化した。腱炎や腱断裂（全ての年代で）、関節痛、筋痛、末梢神経障害（針で刺すような痛み）、中枢神経系への影響（幻覚、不安、うつ病、不眠、重度の頭痛、混乱）と関連が判明した。これらの副作用は、使用開始から数日以内、または使用後数カ月以内に発現する。不可逆的な場合もある。
また、ロメフロキサシンの高用量投与は自発運動を低下させ、体温降下や鎮痛などの中枢神経抑制作用が示された。痙攣誘発などの中枢神経刺激作用も示された。

## 種類
第IIa世代キノロン:

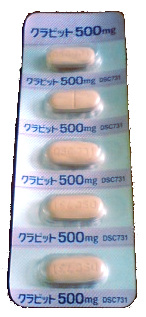
レボフロキサシン製剤のクラビット^{®}500 ㎎錠

- ナジフロキサシン nadifloxacin（NDFX）
- ノルフロキサシン norfloxacin（NFLX）
- オフロキサシン ofloxacin（OFLX）
- エノキサシン enoxacin（ENX）
- シプロフロキサシン ciprofloxacin（CPFX）
- ロメフロキサシン lomefloxacin（LFLX）
- フレロキサシン fleroxacin（FLRX）
- パズフロキサシン pazufloxacin　(PZFX)

第III世代キノロン:
- レボフロキサシン levofloxacin（LVFX）
- トスフロキサシン tosufloxacin（TFLX）
- スパルフロキサシン sparfloxacin（SPFX）
- プルリフロキサシン prulifloxacin (PUFX)

第IV世代キノロン:
- ガチフロキサシン gatifloxacin（GFLX）
- ガレノキサシン garenoxacin（GRNX）
- モキシフロキサシン moxifloxacin（MFLX）
- シタフロキサシン sitafloxacin（STFX）
- ラスクフロキサシン lascufloxacin (LSFX）

なお、第IV世代以降のキノロン系抗菌薬は、それ以前のキノロン系抗菌薬と比べて、特に呼吸器感染症に効き易いとされているため、レスピラトリーキノロンと通称されている。
第I世代キノロン系抗菌薬はオールドキノロンと呼ばれてニューキノロンとは区別され、主に尿路感染症に使用されてきた。
第III世代は、第II世代のスペクトラムに加え、グラム陽性球菌である黄色ブドウ球菌と肺炎球菌にも効果を示す。
第IV世代は、第III世代のスペクトラムに加え、グラム陰性桿菌の偏性嫌気性菌にも有効である。

## 副作用
ニューキノロンに比較的特徴的な副作用を列記する。
血糖異常（特に低血糖）
特にガチフロキサシンで起こり易く、ガチフロキサシンは世界的に販売中止された。
横紋筋融解症
これを発症すると、筋肉のタンパク質の1種であるミオグロビンの分解産物の血中濃度上昇が起きた結果、急性腎不全などの重篤な有害作用に至る場合がある。
光線過敏症
特にスパルフロキサシンで起こり易い。
関節毒性
動物実験（幼若犬）において関節異常が認められているため、小児投与は多くが禁忌とされている（例外：ノルフロキサシン、トスフロキサシン）。
腱の異常
特に高齢者でアキレス腱断裂を起こす場合がある。

### GABA受容体拮抗作用
GABAA受容体をブロックする作用が示唆される。GABAA受容体に対するノルフロキサシンの50%阻害濃度(IC50)は、14 µMであった。さらに、COX阻害薬のインドメタシン (10 mM) と併用時に、ノルフロキサシンのGABAA受容体に対するIC50は、0.19 µMと大幅に低下する。

### 薬物相互作用
COX阻害薬とニューキノロンの併用で、GABAA受容体の阻害作用が強まるために、痙攣が起こる場合が有ると言われてきたものの、本当に問題にする必要が有る程に痙攣が発生するのかどうか、近年は論争中である。
ニューキノロンは併用した薬物の代謝に関わる酵素を阻害して、併用薬物の血中濃度を上昇させる場合がある。この酵素阻害の結果、例えば、テオフィリンやワーファリンの血中濃度を上昇させる。
また、制酸剤（Mg製剤）や（Al含有の）胃粘膜保護薬、鉄剤のような、金属を含んだ薬物と併用すると、金属とニューキノロンが不溶性の沈殿を形成するために、ニューキノロンの吸収が阻害される。したがって、ニューキノロンと、これら金属を含んだ薬物を併用する場合は、服用する時間を2～3時間空けて、消化管内で出会わないようにして、この相互作用を回避する。なお、酸化マグネシウムを用いる場合は、ニューキノロンを朝にまとめて服薬し、夕方に酸化Mgを用いるという方法もある。

## 使い分け
よく用いられる薬としてはオフロキサシン（OFLX）、シプロフロキサシン（CPFX）、レボフロキサシン（LVFX）が挙げられる。オフロキサシンやシプロフロキサシンは細菌が1回変異しただけで耐性化する。さらに交叉耐性が起こるので、CPFX耐性化≒ニューキノロン耐性化がほとんどである。なお、シプロフロキサシンは耐性化し易いのでリファンピシンを併用する場合もあるが、一般に臨床使用での併用で耐性化率の有意差が出るとの報告は無い。
これらの薬は好気性・グラム陰性菌には著効するが、それ以外の効果には差が見られる。ガチフロキサシンやモキシフロキサシンは肺炎球菌に効果的で、シプロフロキサシンは黄色ブドウ球菌によく効くと言われている。
よく用いられるシプロフロキサシンとレボフロキサシンの使い分けに関してまとめる。シプロフロキサシンは1日2回投与でありレボフロキサシンは1日1回投与である。緑膿菌など好気性グラム陰性菌に対してはシプロフロキサシンの方が活性が高く、肺炎球菌にはレボフロキサシンの方が活性が強い。レボフロキサシンはレスピラトリーキノロンであるのに対して、シプロフロキサシンはそうではない。
尿路感染症
シプロフロキサシン400 - 500 mgを1日2回投与や、レボフロキサシン500 mgを1日1回投与などがよく行われる。しかしST合剤より有効性が高いわけではない。
市中肺炎
レスピラトリーキノロンであるレボフロキサシン500 mgを1日1回7日間または解熱後3日までで投与がされる場合がある。しかしセフェム系とマクロライド系抗菌薬の併用などで代用できる。
旅行者下痢症
旅行者下痢症の原因は腸管毒素原性大腸菌（ETEC）が多いため、症状が出現したらレボフロキサシン500 mgを1回、シプロフロキサシン400 - 500 mgを1日2回3日間の投与される場合がある。またニューキノロン以外であれば、例えば、アジスロマイシン2 gを1回などが用いられる場合もある。

## 抗菌薬の誤用と、細菌による耐性獲得
広域の抗菌スペクトルを有した抗菌薬の使用は、薬剤耐性菌の拡散と、菌交代によるクロストリディオイデス・ディフィシル感染の発生を促進するため、治療ガイドラインでは、重症度の低い感染症や多剤耐性の危険因子が存在しない場合、フルオロキノロンやその他の広域抗生物質の使用を最小限に抑える事を推奨している。
ニューキノロンは市中肺炎の第1選択薬として使用しない事が推奨されている。もしも抗菌薬を使用するならば、第1選択薬としてマクロライド系抗菌薬またはドキシサイクリンを推奨する。薬剤耐性肺炎球菌ワーキンググループは、他の抗生物質クラスが試行され失敗した後、または薬剤耐性肺炎球菌が実証されている場合にのみ、市中感染肺炎の外来治療にニューキノロンを使用する事を推奨している。
ニューキノロンに対する薬剤耐性は、治療中であっても急速に進化する可能性がある。大腸菌を含む多くの病原体は、一般的に耐性獲得を示す。
特にヨーロッパでのキノロンの広範な、畜産業界での使用が、細菌のニューキノロンに対する耐性獲得に関係している。
アメリカ医療研究品質局（en:Agency for Healthcare Research and Quality; AHRQ, pronounced "ark"）が研究費の一部を補助した研究によると、ニューキノロンは、2002年に成人に最も一般的に処方された抗菌薬のクラスだった。ところが、これらの処方のほぼ半数（42％）は、急性気管支炎、中耳炎、急性上気道感染など、FDAによって承認されていない病態に対する処方であった。つまり、通常はウイルス感染によって引き起こされるために抗菌薬が無効な、急性呼吸器疾患などの病状のために処方された薬剤であった。
細菌による薬物耐性獲得の機構は、主に3通りが知られている。1通り目の耐性機構として、幾つかのタイプの排出ポンプ（efflux pump）が、細胞内のニューキノロンの濃度を低下させるように作用する事が挙げられる。2通り目の耐性機構として、プラスミドを介した耐性遺伝子がDNAジャイレースに結合できるタンパク質を生成し、ニューキノロンの作用から保護して、耐性を得る。3通り目の耐性機構として、DNAジャイレースまたはトポイソメラーゼIVの重要な部位での変異が、ニューキノロンへの結合親和性を低下させ、その抗菌薬としての有効性を低下させる可能性がある。

## 薬物動態学
ニューキノロンは、濃度依存性の薬物なので、例えばレボフロキサシン100 mg 3錠を処方する場合は、100 mg 1錠を3回飲むよりも、3錠を1回飲むよう指示する方が効果は高い。しかし、この処方は、かつて日本では認められていなかった。しかし、先進国に遅れて、ようやく日本でも次第にこの事実が認知され始め、レボフロキサシン250 mgや500 mgの製剤が上市されて、レボフロキサシン100 mg錠は意味を失って製造を終了した。PK/PD（薬物動態/薬力学）パラメータとしては血中濃度曲線下面積 (AUC)/最小発育阻止濃度 (MIC) またはPeak/MIC (Cmax/MIC) を指標とする。しかし、実際の臨床の場での投与方法にそぐわないという意見もある。